# Sächsischer Landtag (Weimarer Republik)

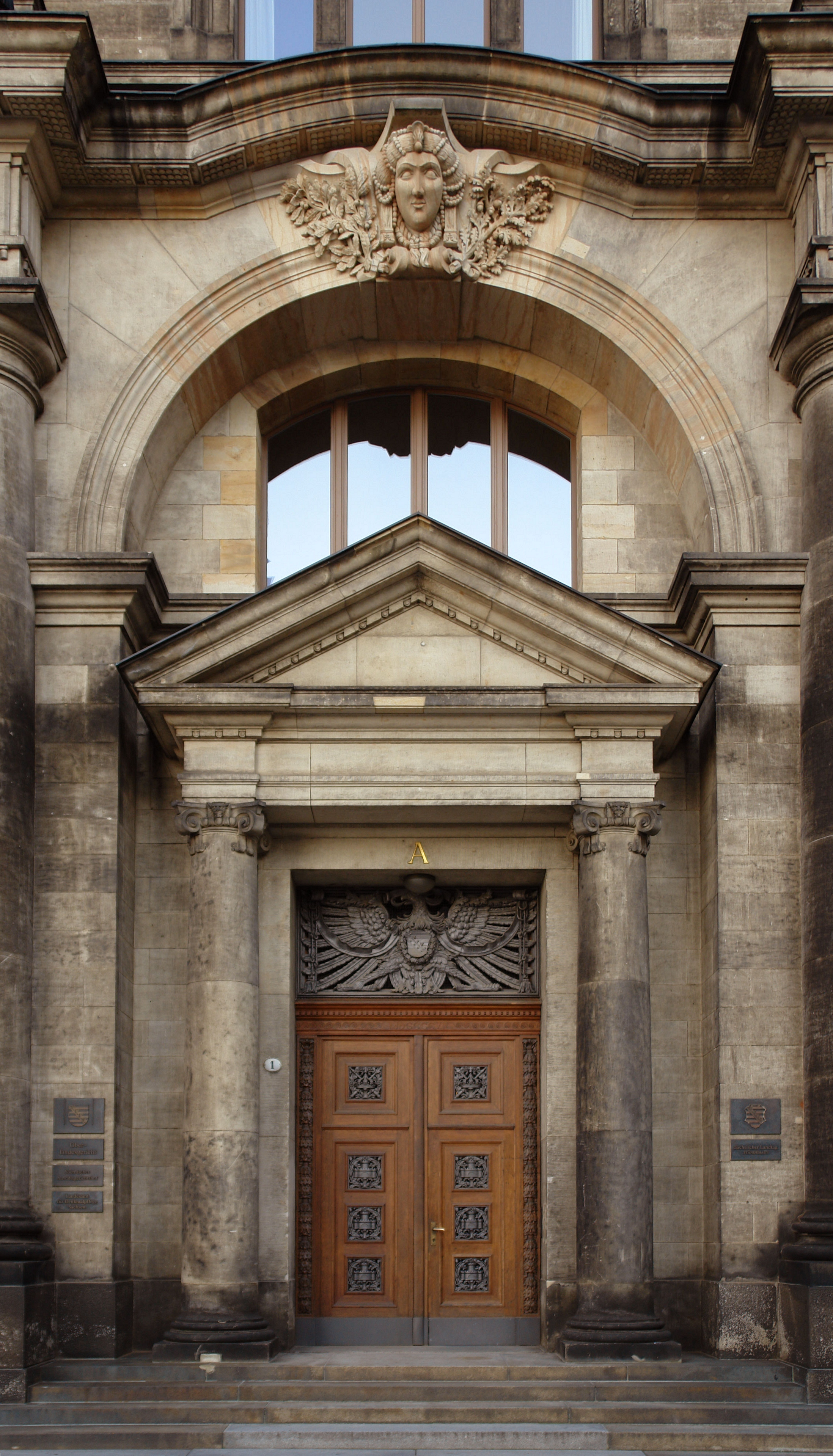
Hauptportal des Sächsischen Ständehauses in Dresden, Sitz des Sächsischen Landtages in der Weimarer Republik

Der Landtag des Freistaats Sachsen war das Landesparlament Sachsens zur Zeit der Weimarer Republik. Er konstituierte sich auf der Grundlage der am 26. Oktober 1920 verabschiedeten neuen Verfassung am 7. Dezember 1920 und wurde nach der Machtergreifung durch die Nationalsozialisten 1933 zum 30. Januar 1934 offiziell aufgelöst. Vorgänger waren die nach der Novemberrevolution am 2. Februar 1919 gewählte Sächsische Volkskammer und zuvor der Sächsische Landtag des Königreichs Sachsen.

## Staatsrechtliche Grundlagen
Der Landtag hatte laut Artikel 4 der Verfassung 96 Mitglieder. Er wurde in gleicher und geheimer Verhältniswahl von den in Sachsen wohnhaften Bürgerinnen und Bürgern des Deutschen Reiches, die das zwanzigste Lebensjahr vollendet hatten, gewählt.
Der Landtag hatte das Recht, sich selbst aufzulösen. Zudem konnte er auch durch Volksbegehren, oder auf Antrag der Regierung durch Volksentscheid aufgelöst werden. Der Ministerpräsident und auch die einzelnen Minister waren dem Landtag verantwortlich.
Da Sachsen wie alle Länder des Deutschen Reiches der Weimarer Reichsverfassung unterstand, hatte der Landtag zahlreiche Kompetenzen an den Reichstag bzw. die Reichsregierung abgeben müssen. Zu den wichtigsten Aufgabenfeldern gehörten weiterhin die Finanz- und Haushaltspolitik, die Innenpolitik und Polizeifragen, die Schul- und Bildungspolitik, Teile der Verkehrs- und Infrastrukturpolitik sowie Beamten- und Personalpolitik.

## Landtagsvorstand
| Name            | Partei | Amtszeit  |
| --------------- | ------ | --------- |
| Julius Fräßdorf | SPD    | 1920–1922 |
| Max Winkler     | SPD    | 1922–1926 |
| Albert Schwarz  | SPD    | 1926–1929 |
| Kurt Weckel     | SPD    | 1929–1932 |
| August Eckardt  | DNVP   | 1932–1933 |
| Walter Dönicke  | NSDAP  | 1933–1934 |

Der Landtagsvorstand bestand aus dem Präsidenten, seinen beiden Stellvertretern sowie den Schriftführern. In der Regel stellte die größte Fraktion den Landtagspräsidenten. Dem Landtagspräsidenten oblagen die Fortführung der Geschäfte des Landtags zwischen den Sitzungen, die Aufsicht über die Verwaltung des Landtages und die Durchsetzung des Hausrechts. Chef der Verwaltung war der Landtagsdirektor.

## Tagungsort
Der Sächsische Landtag tagte wie die Volkskammer und die Erste und Zweite Kammer des Landtags im Königreich Sachsen im Ständehaus in Dresden. Hier befanden sich auch die Verwaltung des Landtages, die Fraktions- und Geschäftsräume, die Bibliothek, das Archiv, Speiseräume und weitere Funktionsräume. Das Plenum tagte im Saal der ehemaligen Zweiten Kammer. Dazu wurden zwei weitere Sitzbänke eingebaut, um auch die erhöhte Zahl der Abgeordneten zu fassen. Eine Mikrofonanlage gab es nicht. Die Debatten wurden stenographisch aufgezeichnet und anschließend gedruckt.
Das Plenum des Landtages tagte öffentlich. Besucher und Presse konnten die Arbeit des Landtages von den Besuchertribünen aus beobachten, sofern sie Einlasskarten von einer der Fraktionen erhalten hatten. Meinungsäußerungen von den Tribünen waren untersagt, waren aber die Regel und führten gelegentlich zu Tumulten und der Räumung der Tribünen.

## Geschichte

### Erste Wahlperiode 1920–1922
Nachdem am 26. Oktober 1920 die Volkskammer die neue Verfassung einstimmig angenommen und sich zwei Tage später aufgelöst hatte, fanden am 14. November 1920 die Wahlen zum ersten Sächsischen Landtag statt. Dabei konnten weder die bürgerlichen Parteien DDP, DVP und DNVP noch die damals in MSPD und USPD gespaltenen Sozialdemokraten eine eigene Mehrheit erringen. Daher bildete Wilhelm Buck (MSPD) eine Minderheitsregierung aus MSPD und USPD. Erster Präsident des Landtages wurde Julius Fräßdorf, der auch schon Präsident der Volkskammer gewesen war. 
Inhaltlich standen die prekäre Versorgungslage in Sachsen, aber auch eine Bildungsreform sowie Verkehrs- und Infrastrukturprojekte im Zentrum der parlamentarischen Arbeit. Eine der folgenreichsten Entscheidungen des ersten Landtages war die Erhebung des Tages der Arbeit am 1. Mai und der Tag der Novemberrevolution 1918 am 9. November zu gesetzlichen Feiertagen in Sachsen. Nach heftigen Auseinandersetzungen löste sich der Landtag im Streit um die Feiertagsfrage am 14. September 1922 auf.

### Zweite Wahlperiode 1922–1926
Die zweiten Landtagswahlen am 5. November 1922 ergaben erneut kein klares Ergebnis für eines der beiden Lager. Da sich Buck weigerte, mit der KPD eine Koalition einzugehen, regierte er eine nur durch die wiedervereinigte SPD-Fraktion getragene Minderheitsregierung. Nach einem Misstrauensantrag gegen Innenminister Richard Lipinski trat Buck am 30. Januar 1923 zurück. Neuer Ministerpräsident wurde Erich Zeigner. Das Jahr 1923 war geprägt von Wirtschaftskrise, Hyperinflation und politischem Extremismus von Rechts und von Links. So wurde Zeigner im Landtag insbesondere vorgeworfen, den Aufbau der Proletarischen Hundertschaften zu fördern. 
Nachdem Zeigner am 10. Oktober Mitglieder der KPD in die Regierung aufnahm, reagierte die Reichsregierung in Berlin unter Reichskanzler Gustav Stresemann mit der Reichsexekution gegen Sachsen. Zeigner wurde gestürzt. In der Folge konnte auch der SPD-Politiker Alfred Fellisch keine stabile Regierung bilden. Nach seinem Rücktritt kam es zu einer Großen Koalition die getragen wurde von den Fraktionen der DDP, der DVP sowie der Mehrheit der SPD-Fraktion, die darüber im Sachsenstreit zerbrach. Der Sozialdemokrat Max Heldt wurde zum Ministerpräsidenten gewählt. Die parlamentarische Arbeit wurde weiterhin durch teilweise gewalttätige Auseinandersetzungen, auch im Landtagsgebäude selbst, überschattet.

### Dritte Wahlperiode 1926–1929
Nach der Landtagswahl am 31. Oktober 1926 konnte die von Max Heldt geführte Regierungskoalition weiter regieren, weil sich die Alte Sozialdemokratische Partei Sachsens zur Zusammenarbeit bereit erklärte. Die folgenden Jahre waren zunächst von relativer Stabilität geprägt, auch wenn eine Flutkatastrophe 1927 Landtag und Regierung vor gewaltige Probleme stellte. Die 1926er Wahl wurde am 22. März 1929 aber annulliert, weil das neue Wahlgesetz vom Staatsgerichtshof des Reichs für verfassungswidrig erklärt worden war.

### Vierte Wahlperiode 1929–1930
Die Wahl zum vierten Landtag brachte keine Mehrheit für eine von demokratischen Parteien getragene Regierung. Die NSDAP zog erstmals mit fünf Abgeordneten in den Landtag ein und konnte eine Regierungsbildung verhindern. Der Landtag wählte den Juristen Wilhelm Bünger (DVP) zum Ministerpräsidenten. Bereits im Februar 1930 jedoch musste Bünger ein Misstrauensvotum des Landtages hinnehmen. Neuer Ministerpräsident wurde der Präsident des Landesrechnungshofes Walther Schieck (DVP). Möglich war die Wahl nur dadurch, dass die Mitglieder der NSDAP-Fraktion weiße Zettel abgaben und sich so der Stimme enthielten. Schon im Mai 1930 musste sich auch Schieck einem Misstrauensvotum beugen, blieb aber bis März 1933 geschäftsführend im Amt. Die Wirtschaftskrise, die Sachsen von allen Ländern des Reiches am härtesten traf, belastete die Arbeit des Landtages bis 1933 schwer.

### Fünfte Wahlperiode 1930–1933
Die fünfte Wahlperiode war geprägt von der zunehmenden Auseinandersetzung der extremen Kräfte von rechts (NSDAP) und links (KPD). Eine rechtmäßige Regierung kam nicht mehr zu Stande. Ein Volksentscheid zur Auflösung des Landtages am 17. April 1932 scheiterte mit 38 Prozent Wahlbeteiligung am geforderten Quorum von 50 Prozent. Von den abgegebenen gültigen Stimmen lauteten 96,1 Prozent auf „Ja“ und 3,9 Prozent auf „Nein“.
Die letzte reguläre Sitzung des Landtages fand am 21. Februar 1933 statt.

### Die Machtergreifung in Sachsen
Nach der Machtergreifung durch die Nationalsozialisten am 30. Januar 1933 wurden auch in Sachsen die Abgeordneten zunächst der KPD, anschließend auch der SPD, verfolgt und teilweise körperlich misshandelt. Am 9. März überfielen Truppen der SA und der SS das Landtagsgebäude. Am 10. März 1933 trat die Landesregierung zurück und der Reichskommissar Manfred von Killinger übernahm die Amtsgeschäfte. Mit dem Gleichschaltungsgesetz vom 31. März 1933 wurde der Landtag wie alle anderen Länderparlamente aufgelöst. 
Der neue Landtag wurde nach den Ergebnissen der letzten Reichstagswahl zusammengesetzt, wobei die KPD ausgeschlossen wurde. Per Verordnung vom 4. April 1933 wurde der NSDAP die absolute Mehrheit der Mandate zugewiesen. Die Abgeordneten der SPD blieben der Eröffnungssitzung des sechsten Landtages geschlossen fern, nachdem einige von ihnen zuvor verhaftet worden waren. Am 23. Mai 1933 stimmten die letzten sechs sozialdemokratischen Abgeordneten im sächsischen Landtag gegen das Ermächtigungsgesetz. Die letzte Sitzung des Landtages fand am 22. August 1933 statt, zum 30. Januar 1934 wurde die Institution aufgelöst.

## Bekannte Mitglieder des Sächsischen Landtages
Dem Sächsischen Landtag gehörten insgesamt 18 Frauen an, darunter Julie Salinger und Lene Glatzer.
Weitere Mitglieder waren zum Beispiel die Kommunisten Rudolf Renner, Walter Ulbricht und Herbert Wehner oder die beiden DVP-Oberbürgermeister der Städte Dresden Bernhard Blüher und Chemnitz Johannes Hübschmann.